# Lövtjärnen (Ore socken, Dalarna)
Lövtjärnen är en sjö i Rättviks kommun i Dalarna och ingår i Dalälvens huvudavrinningsområde.